# Little Bit Closer
Little Bit Closer è un singolo del musicista britannico Sam Fender, pubblicato il 20 febbraio 2025.

## Video musicale
Il video musicale è stato realizzato nel formato di lyric video.

## Tracce
1. Little Bit Closer – 3:55